# 聯合利華巴基斯坦
聯合利華巴基斯坦股份有限公司，簡稱聯合利華巴基斯坦股份，以及聯合利華巴基斯坦（英語：Unilever Pakistan Limited），於1948年由利華兄弟有限公司（聯合利華前身），於巴基斯坦設立前身為「利華兄弟巴基斯坦有限公司」。曾總部則位於拉希姆亞爾汗，便在初時生產及銷售植物油基地。
直至1960年代開始遷移至卡拉奇總部基地，根據資料，聯合利華集團股份有限公司持有該公司70.4%股權，董事長和總裁為Ehsan A. Malik。
業務生產及銷售家庭、個人護理和食品用品，包括家樂牌（Knorr）、力士 (品牌)（Lux）、旁氏（Pond's Creams）、立頓（Lipton）、和路雪（Wall's）等產品。

## 連結
- UnileverPakistan.com.pk